# クーパー・ヒューイット国立デザイン博物館
クーパー・ヒューイット国立デザイン博物館 (クーパー・ヒューイットこくりつデザインはくぶつかん、英語：Cooper-Hewitt, National Design Museum) はアメリカ合衆国ニューヨーク市アッパー・マンハッタンにある、デザインとデザイン史に関する展示をおこなっている唯一の国立博物館である。

## 概要
1897年にクーパー・ユニオンの一部として創設され、現在ではスミソニアン博物館群に所属している。
所在地はニューヨーク市マンハッタンの5番街 91丁目で、通称 "Museum Mile" と呼ばれる通りである。付近にはソロモン・R・グッゲンハイム美術館やジューイッシュ博物館がある。